# ロゴスホーム
株式会社ロゴスホームは、北海道帯広市に本社を置き、札幌市、釧路市、旭川市、函館市、苫小牧市、千歳市、登別市、中標津町に拠点を持つ住宅メーカーである。
本項では、持株会社である株式会社ロゴスホールディングスについても記述する。

## 主な事業
- ロゴスホーム

同社の中核事業。新築の注文住宅を展開する。
- ハウジングカフェ

新築の企画住宅を扱うインブランド。
- ロゴスファクトリー

リフォーム部門。

## 沿革
- 2003年(平成15年)
  - 1月 株式会社ロゴスホーム設立。
- 2008年(平成20年)
  - 9月 グループ会社として、「株式会社 満室計画HA・I・RU」設立。
  - 10月 ロゴスホーム釧路支店開設。
- 2009年(平成21年)
  - 1月 帯広にショールーム「L-mina（エル・ミナ）帯広」をオープン。事務所移転。
  - 4月 中標津営業所開設。グループ会社の「株式会社 満室計画HA・I・RU」を「株式会社ロゴスファクトリー」に商号変更。
  - 11月 釧路にショールーム「L-mina（エル・ミナ）釧路店」をオープン。
- 2010年(平成22年)
  - 6月 ロゴスホーム千歳支店開設。
- 2011年(平成23年)
  - 6月 ロゴスホーム苫小牧営業所開設。
- 2012年(平成24年)
  - 2月 ハウジングカフェ帯広支店開設。
- 2013年(平成25年)
  - 2月 ハウジングカフェ釧路支店開設。
  - 7月 ハウジングカフェイオン苗穂支店開設。
- 2014年(平成26年)
  - 1月 ゼロキューブ事業開設。
  - 4月 ロゴスホーム苫小牧営業所を、ロゴスホーム苫小牧支店に変更。
  - 6月 ロゴスホーム札幌支店開設。
- 2015年(平成27年)
  - 7月 ロゴスホーム登別・室蘭営業所開設。
- 2016年(平成28年)
  - 1月 ハウジングカフェ旭川支店開設。
  - 4月 ハウジングカフェ札幌西支店開設。
  - 6月 ハウジングカフェ函館支店開設。
  - 8月 札幌北ショールーム開設。
  - 11月 ハウジングカフェ千歳支店開設。
- 2019年(令和元年）
  - 6月 エンデバー・ユナイテッド2号投資事業有限責任組合が設立した株式会社ロゴスホールディングス（初代）の子会社となる。
- 2020年(令和2年）
  - 7月 豊栄建設株式会社が豊栄ホールディングス株式会社を設立。
- 2021年(令和3年）
  - 1月 豊栄ホールディングスがロゴスホールディングス（初代）を吸収合併。同時に商号を株式会社ロゴスホールディングス（2代）に変更。
- 2024年(令和6年）
  - 6月 ロゴスホールディングスが東京証券取引所グロース市場に上場[4]。

## グループ会社
- 株式会社ロゴスホーム
- 豊栄建設株式会社
- 株式会社GALLERY HOUSE
- 株式会社ROOTLINK

## 受賞歴
- ハウスオブザイヤーインエナジー受賞[5]

## スポンサー活動

### 文化事業
勝毎花火大会

### スポーツ
L-wave(少年サッカークラブチーム）